# Passamaquoddy
Los passamaquoddy son una tribu nativa americana algonquina, cuyo nombre proviene de peskedemakadi «lleno de peces». También eran llamados etchemin, y están unidos a los penobscot.

## Localización

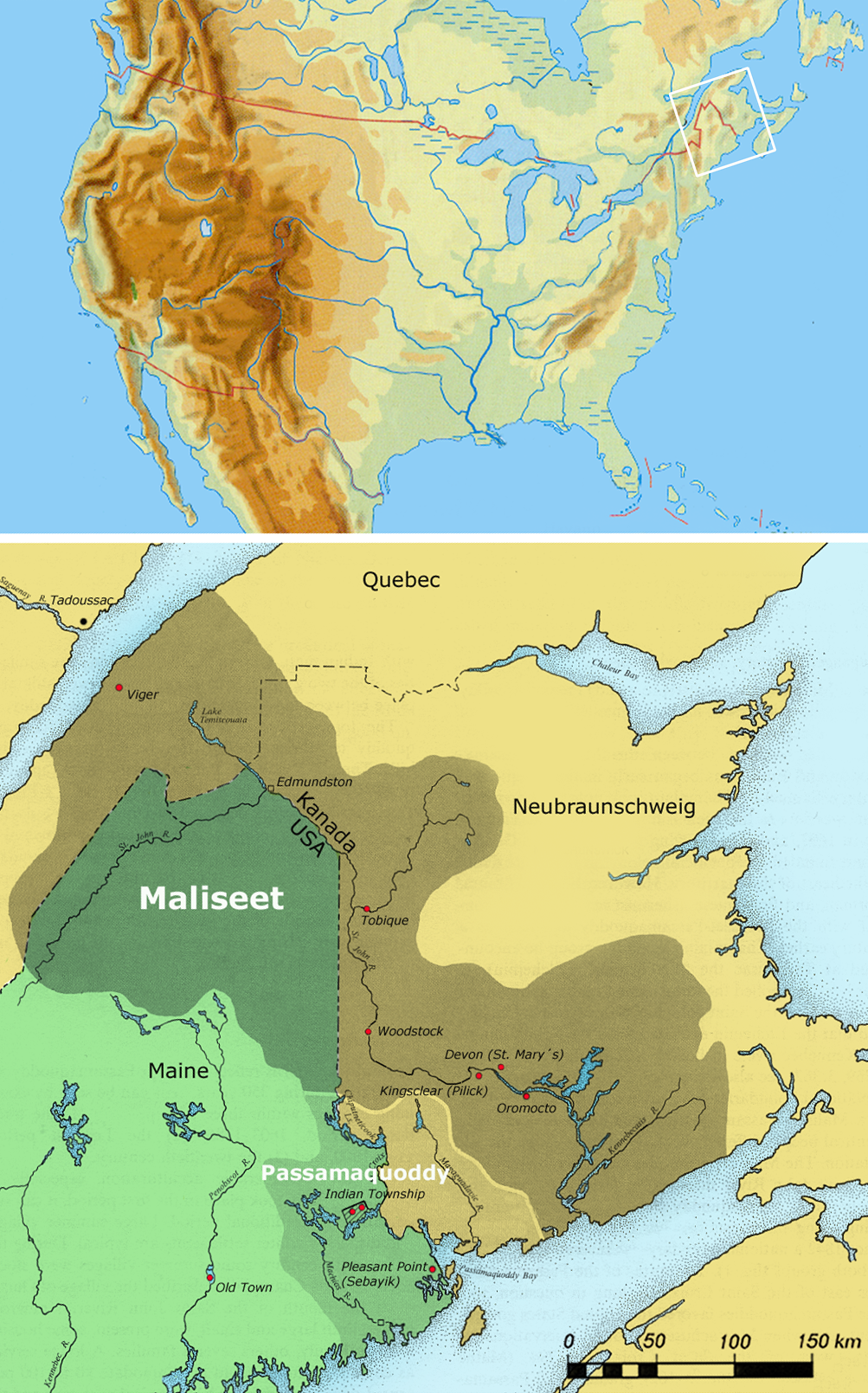
Territorio Passamaquoddy.

Antiguamente vivían en la bahía de Passamaquoddy (Nuevo Brunswick), y en las orillas del río Saint Croix y el lago Schoodic, en la frontera entre Maine y Nuevo Brunswick. Actualmente ocupan dos reservas en Pleasant Point (Indian Township), de 212 acres, y Peter Dana Point (Maine).

## Demografía
En 1726 habían sido reducidos a 150 individuos, y a 130 en 1804; en 1825 ya eran 379, que aumentaron a 500 en 1860, pero en 1910 sólo quedaban 386. En 1969 sumaban 1057 individuos. Según Asher, en 1980 eran 3000 (1500 hablantes) con los maliseet. 
Según datos de la BIA de 1995, en la reserva de Pleasant Point (Maine) había 878 habitantes (1848 en el rol tribal) y en la reserva Passamaquoddy (Maine) había 722 habitantes (1156 en el rol tribal).
Según datos del censo de 2000, eran 2398 puros, 63 mezclados con otras tribus, 995 mezclados con otras razas y 67 mezclados con otras tribus y otras razas. En total, 3523 individuos.

## Costumbres
Formaban parte de la confederación abenaki, y su lengua estaba relacionada con la de los maliseet.
Dependían de la caza y de la pesca para sobrevivir. Sus poblados consistían en casas cónicas de corteza de cedro o madera y una Gran Casa del Consejo Tribal con el jefe de guerra, el jefe civil y los representantes de cada familia. Su poblado principal era Gunasquarrekook.
Hacían canoas de corteza de abedul, ligeras y manejables y, como los maliseet, eran aficionados a los trabajos en madera.

## Historia
Pertenecían a la federación abenaki, y con ellos se aliaron a los franceses contra los ingleses. A principio del siglo XVIII abrazaron el catolicismo. La presión de la población blanca redujo su territorio, y en 1866 fueron reasentados en Sebaik y en la isla Lewis.
Junto con los penobscot enviaron representantes a la Asamblea de Maine con asiento y voto.
En 1969 bloquearon con los penobscot la carretera de Princeton, y en 1978 recibieron una compensación de 37 millones de dólares. Además, ganaron el juicio contra Maine Maine Indian Claims Settlement Act, por el cual ellos y los penobscot recibieron 81 millones de dólares por tierras arrebatadas.

## Enlaces
- Passamaquoddy Tribal Government Web Site (Pleasant Point)
- Passamaquoddy Tribal Government Web Site (Indian Township)
- Maliseet-Passamaquoddy online dictionary

- Datos: Q1649265
- Multimedia: Passamaquoddy / Q1649265